# Simão de Toledo Piza
Simão de Toledo Piza (Angra do Heroísmo, Terceira, Açores, 4 de novembro de 1612 - São Paulo, 1668) foi morador antigo da cidade de São Paulo, e um dos patriarcas das primeiras famílias da cidade, as chamadas quatrocentonas. Genealogistas como Silva Leme e Pedro Taques chegam a atribuir em seus escritos suposta ligação de D. Simão com a casa dos condes de Oropesa e com a casa dos duques de Alba de Tormes.
Vem a ser um dos principais ancestrais da tradicional família Toledo Piza.

## Biografia
Simão era filho de Juan Castelhanos de Piza e dona Grácia da Fonseca. Foi batizado na igreja da Sé, em Angra do Heroísmo, no dia 4 de novembro de 1612. Sobre seu passado em Portugal e sua imigração ao Brasil pouco se sabe, salvo breves citações de seu testamento. No documento, datado do ano de 1668, diz:
Em 12 de fevereiro de 1640, em São Paulo, casou-se com Maria Pedroso, filha de Sebastião Fernandes Correia, primeiro provedor e contador da Junta da Real Fazenda da Capitania de São Paulo e São Vicente, e de Ana Ribeiro, membro da tradicional família Freitas, também de São Paulo.
Adquiriu a propriedade do ofício de juiz de órfãos da vila, cargo que ocupou por 19 anos até 1661, quando foi sucedido por Antônio Raposo da Silveira. Simão de Toledo Piza também foi ouvidor da capitania, com posse em 1666.

## Posteridade
De seu casamento com Maria Pedroso nasceram-lhe três filhos: João de Toledo Castelhanos, Gracia da Fonseca Rodovalho e Ana Ribeiro Rodovalho. D. Simão faleceu em São Paulo, no ano de 1668, sendo sepultado na igreja da Santa Casa de Misericórdia da cidade.